# Przed świtem (album Lidii Kopani)
Przed świtem drugi solowy album Lidii Kopani (trzeci w jej karierze), wydany 13 czerwca 2008. Album powstał w Hamburgu. Producentem muzycznym jest Jens Lueck. Na płycie znalazło się trzynaście piosenek autorstwa: Bernda Klimpela (lidera Kind Of Blue), Jensa Luecka, Filipa Sojki, a także Roba Hoffmana i Heather Holly (para ta stoi za sukcesami takich gwiazd jak Janet Jackson, Phil Collins czy Michael Jackson; Heather Holly i Rob Hoffman mogą również pochwalić się ogromnym sukcesem Christiny Aguilery, którą wykreowali i z którą współpracują do dziś).
W odróżnieniu od poprzednich płyt Lidia zaśpiewała aż 11 piosenek w języku polskim. Teksty napisała Lidia oraz Andrzej Ignatowski.

## Lista utworów
1. Leaving The Night
2. Rozmawiać z tobą chcę
3. Czy pomyślałaś
4. Ostatni dotyk
5. Skąd to wiesz
6. Tamta łza
7. Nie poddawaj się
8. Carnevale Veneziano
9. Niczego nie żałuję
10. Gdy kochasz mnie
11. Przed świtem
12. Dobrze mi jest
13. On A Silent Night